# Conradum de Venetiis
Conrad de Venetiis a fost un cleric catolic (persoană consacrată în slujba Bisericii, cu roluri religioase și liturgice) din Transilvania, activ în prima jumătate a secolului al XIII-lea. Este cunoscut dintr-o epistolă papală emisă în 1235 de Papa Grigore al IX-lea, în care este menționat ca preot al satului Venetii, identificat cu actuala Veneția de Jos, județul Brașov.
Menționarea sa reprezintă cea mai veche atestare documentară a localității și una dintre cele mai timpurii referințe la organizarea parohială catolica din sudul Transilvaniei. Conrad este considerat prima personalitate istorică cunoscută asociată acestei așezări medievale.

## Origini și identitate
Numele lui Conrad de Venetiis apare în contextul unui conflict de jurisdicție ecleziastică (dispută privind dreptul de autoritate religioasă asupra unei regiuni) între episcopul Cumanilor, care exercita temporar autoritatea   asupra sudului Transilvaniei și Arhiepiscopia de Esztergom, alături de alți preoți din regiune, ca parte a unei rețele parohiale catolice din zona Țării Făgărașului. Conrad de Venetiis este atestat documentar în calitate de *sacerdos* (preot) în cadrul Bisericii Catolice, fiind implicat în acest litigiu de autoritate bisericească dintre episcopal Cumanilor și arhiepiscopul de Esztergom.
Toponimul „de Venetiis” indică faptul că era originar sau activ în localitatea Venetii, denumire medievală a actualei Veneția de Jos, județul Brașov. 
Prenumele Conrad  are origine germanică (din Kuon-rat, „curajos și sfătuitor”) și era frecvent în rândul nobilimii și clerului german, inclusiv printre coloniștii sași stabiliți în Transilvania în secolele XII–XIII. În documentele latine despre spațiul românesc, el nu este atestat ca prenume al cumanilor sau valahilor nativi, pentru care apar mai frecvent nume precum Nicolaus, Laurentius sau Blasius. Totuși, nu există dovezi directe privind originea sa etnică.

## Activitate ecleziastică și context
Conform sursei papale din 1235, Conrad făcea parte dintr-un grup de clerici acuzați de nesupunere față de episcopul catolic al cumanilor, care exercita temporar autoritatea ecleziastică asupra sudului Transilvaniei. Documentul face referire la preoți din localitățile Veneții, Șercaia (Sarcam) și alte parohii din aceeași zonă.
În contextul medieval, deși Conrad nu este menționat explicit cu titlul de plebanus (preot paroh), acest rol este considerat plauzibil, dat fiind poziția sa în conflictul ecleziastic.
Potrivit arhiepiscopului de Esztergom, acestă regiune nu trebuia să se supună episcopului cumanilor, ci se afla sub autoritatea sa directă. Acest fapt reflectă o realitate mai amplă: existența unei organizări ecleziastice distincte pentru comunitățile existente din sudul Transilvaniei în timpul regilor arpadieni.

## Importanță documentară
Menționarea lui Conrad de Venetiis în registrul papal al lui Grigore al IX-lea constituie una dintre cele mai vechi atestări scrise ale satului Veneția (de Jos). Aceast document papal din 1235 precede cu peste un secol următoarele consemnări documentare din 1372, în care satul „Venecze” este pomenit în context laic, într-un hrisov voievodal ca parte a unei donații făcute nobilului Ladislau Dobka.
Prezența numelui „Conrad de Venetiis” într-un document oficial pontifical atestă nu doar existența localității, ci și faptul că în acel moment existau entități parohiale funcționale în sudul Transilvaniei cu legături directe cu ierarhia catolică din Ungaria.

## Interpretare prosopografică
Din punct de vedere prosopografic (analiză istorică a identității și funcției sociale a persoanelor), Conrad de Venetiis poate fi identificat ca un cleric catolic, fără rang nobiliar cunoscut. Absența oricărei referințe la un statut laic sau nobiliar în documentele epocii arată că rolul său a fost strict ecleziastic (de natură religioasă și bisericească). 
Apariția sa în surse este exclusiv legată de litigiul jurisdicțional ecleziastic din 1235, ceea ce indică faptul că activitatea sa publică se înscrie în contextul disputelor instituționale din Regatul Ungariei privind organizarea clerului din regiunile de frontieră, precum Țara Făgărașului.